# 罗成德
罗成德（1909年11月—1990年9月23日）陕西省延安县罗家湾人，中国人民解放军少将。

## 生平
罗成德生于一个普通农民家庭。1927年5月加入中国共产党并参加革命。第一次国共内战时期，历任中共延川县区委书记，陕北红军游击队第十七支队政治指导员，延川县苏维埃政府主席，陕北苏维埃政府粮食部长、裁判部长、内务部长。
抗日战争时期，历任中共鄜县（今富县）县委书记兼县长，陕甘宁边区三边分区专员兼定边城防副司令。
第二次国共内战时期，历任冀察热辽军区后勤部政委，热河省民政厅厅长，热河省人民政府副主席，辽西省人民政府主席，热河省人民政府主席、中共热河省委书记，东北人民委员会委员。
中华人民共和国成立后，历任热河省人民政府主席、中共热河省委书记，中国人民解放军东北军区党委常委、东北军区后勤部部长，国务院对外贸易部副部长兼经济联络总局局长、办公厅主任，中共宁夏回族自治区党委书记处书记，邯郸市副市长，中共邯郸地委副书记、邯郸行政公署副专员，河北省政协副主席等职。1955年，获授中国人民解放军少将军衔。他是中国共产党第七次全国代表大会代表，第四届全国人民代表大会代表，中国人民政治协商会议第五届全国委员会委员。
1990年9月23日，罗成德病逝于石家庄市，享年81岁。